# Frankenforstbach
Der Frankenforstbach ist ein ca. 10 Kilometer langer Bach im Bereich der Stadt Bergisch Gladbach und im rechtsrheinischen Köln.

## Geographie

### Verlauf
Der Frankenforstbach entspringt in Bensberg im Hundsiefen. Nachdem er in westlicher Richtung fließt, wird er verrohrt ab der L288 in das  Regenrückhaltebecken Sonnenwinkel geleitet. Im weiteren Verlauf fließt er westlich durch Frankenforst. Er wird  im Unterlauf auch Vürfelser Bach, Brücker Bach, Eggerbach und zuletzt Bruchbach genannt. Ein historischer Name ist Olifantbach nach dem Wohnplatz Olefant. 
Nördlich des Frohnhofs in Köln-Merheim mündet er unter diesem Namen von rechts in den Flehbach. Der vereinte Bach fließt als Faulbach weiter in Richtung Buchheim.

### Einzugsgebiet
Das 18,065 km² große Einzugsgebiet des Frankenforstbachs liegt sowohl in den Bergischen Hochflächen als auch in den Bergischen Heideterrassen.
Es grenzt
- im Norden an das der Strunde,
- im Süden an das des Flehbachs und der Sülz,
- im Osten an das der Sülz,
- ansonsten an das des aufnehmenden Faulbachs.

Das Einzugsgebiet ist im Bergisch Gladbacher Stadtgebiet dominiert durch Wohnbebauung.

### Zuflüsse
Der einzige benannte Zufluss ist der 7,2 km lange Saaler Mühlenbach, der in Hüttenfeld von rechts in den Frankenforstbach mündet.

## Geschichte
1848 wurde der bis dahin im Merheimer Bruch versickernde Frankenforstbach mit dem Flehbach verbunden.